# Songs of the Ungrateful Living
Songs of the Ungrateful Living (deutsch: Lieder über das undankbare Leben) ist das sechste Studioalbum des US-amerikanischen Rappers und Sängers Everlast. Es wurde am 18. Oktober 2011 über Martyr Inc. veröffentlicht. Eine andere Version enthält drei weitere Bonus-Lieder und wurde über Long Branch Records auf den Markt gebracht. Weiterhin existiert eine f.y.e. Exlusive-Version, auf der der Käufer eine zusätzliche CD erhält. I Get By und Long Time sind die beiden Singleauskopplungen des Albums.

## Hintergrund
Durch die Zustände in den Vereinigten Staaten, die Everlasts Meinung nach immer schlimmer werden, ließ er sich zu dem Album inspirieren. Er sehe viele Leute um sich rum, die leiden würden und Schwierigkeiten dabei hätten, ihren Lebensunterhalt zu bestreiten. Er möchte mit Songs of the Ungrateful Living dem Hörer wissen lassen, was wirklich vor sich gehe. Die Schere zwischen Arm und Reich werde zudem noch weiter aufgehen. Weiterhin erklärte er: „Musikalisch und lyrisch reflektiert dieses Album das Wechselspiel aus Flut und Ebbe, das ich in den letzten Jahren erlebt habe“.
In einem Interview mit ArtsBeat bezeichnete er 65 Roses als seinen persönlichen Lieblingssong des Albums und begründete dies mit der Krankheit seiner Tochter, die an Mukoviszidose erkrankt sei. 65 Roses ist eine Organisation in den Vereinigten Staaten, die an Mukoviszidose erkrankte Kinder unterstützt.

## Cover
Das gesamte Cover ist schwarz-weiß. In der Mitte sieht man einen Totenkopf, auf dem ein Borkenkäfer krabbelt. Umgeben ist der Totenkopf von Gebüsch, oben steht „EVERLAST“, während unten „Songs of the UNGRATEFUL LIVING“ zu lesen ist, wobei die ersten drei Wörter des Albumtitels verziert, deutlich kleiner und in einer Schleife abgebildet sind.

## Titelliste
Standard-Version:
| #   | Titel                  | Länge |
| --- | ---------------------- | ----- |
| 1.  | Long At All            | 2:56  |
| 2.  | Gone for Good          | 3:13  |
| 3.  | I Get By               | 3:38  |
| 4.  | Little Miss America    | 3:58  |
| 5.  | My House               | 3:34  |
| 6.  | Long Time              | 3:26  |
| 7.  | Friday the 13th        | 2:30  |
| 8.  | The Crown              | 3:48  |
| 9.  | Sixty-Five Roses       | 3:10  |
| 10. | Moneymaker             | 3:12  |
| 11. | The Rain               | 3:26  |
| 12. | Some of Us Pray        | 2:55  |
| 13. | I’ll Be There for You  | 3:51  |
| 14. | Even God Don’t Know    | 4:13  |
| 15. | A Change Is Gonna Come | 3:16  |

Bonus-Lieder-Version:
| #   | Titel                        | Länge |
| --- | ---------------------------- | ----- |
| 16. | Everyone Respects the Gun    | 3:00  |
| 17. | Final Trumpet                | 2:28  |
| 18. | Black Coffee (Live Acoustic) | 3:24  |

f.y.e.-Exclusive-Bonus-CD:
| #  | Titel                                 | Länge |
| -- | ------------------------------------- | ----- |
| 1. | Everyone Respects the Gun             | 3:00  |
| 2. | Final Trumpet                         | 2:28  |
| 3. | Black Coffee (Live Acoustic)          | 3:24  |
| 4. | What It’s Like (Live Acoustic)        |       |
| 5. | White Trash Beautiful (Live Acoustic) |       |

## Chartplatzierungen

### Album
| Jahr | Titel                          | Höchstplatzierung, Gesamtwochen, AuszeichnungChartplatzierungen (Jahr, Titel, Platzierungen, Wochen, Auszeichnungen, Anmerkungen) | Höchstplatzierung, Gesamtwochen, AuszeichnungChartplatzierungen (Jahr, Titel, Platzierungen, Wochen, Auszeichnungen, Anmerkungen) | Höchstplatzierung, Gesamtwochen, AuszeichnungChartplatzierungen (Jahr, Titel, Platzierungen, Wochen, Auszeichnungen, Anmerkungen) | Höchstplatzierung, Gesamtwochen, AuszeichnungChartplatzierungen (Jahr, Titel, Platzierungen, Wochen, Auszeichnungen, Anmerkungen) | Höchstplatzierung, Gesamtwochen, AuszeichnungChartplatzierungen (Jahr, Titel, Platzierungen, Wochen, Auszeichnungen, Anmerkungen) | Anmerkungen                            |
| Jahr | Titel                          | DE | AT | CH | UK | US | Anmerkungen                            |
| ---- | ------------------------------ | --- | --- | --- | --- | --- | -------------------------------------- |
| 2011 | Songs of the Ungrateful Living | DE58 (1 Wo.)DE | AT55 (2 Wo.)AT | CH30 (4 Wo.)CH | — | US48 (2 Wo.)US | Erstveröffentlichung: 18. Oktober 2011 |

## Kritik
| Professionelle Bewertungen | Professionelle Bewertungen |
| -------------------------- | -------------------------- |
| Kritiken                   |                            |
| Quelle                     | Bewertung                  |
| laut.de                    | [ 2 ]                      |
| Allmusic                   | [ 3 ]                      |
| Musikreviews.de            | 11/15                      |
| examiner.com               | [ 5 ]                      |

Alexander Austel von laut.de schrieb, dass Everlast sich, anders als bei den Releases von La Coka Nostra, dessen Mitglied er ist, bei Songs of the Ungrateful Living zusehends von Rap und damit auch von Hip-Hop entfernt habe, stattdessen sei dieses Album mit Blues und Country „getränkt“. Long At All beschrieb er als eine tiefgehende Ballade über „Leben und Tod“, die von langsamen, „verträumt“-klingenden Gitarrenmelodien begleitet werde. Auf der Single I Get By könne man ihn reimen und singen hören, beide Elemente würden zu einem „gewissen Flow“ verschmelzen. The Rain zähle ebenfalls zu den Hip-Hop-lastigeren Liedern des Albums. Die Blues- bzw. Country-Anleihen seien auf Albumlänge „ermüdend“, dagegen harmonieren die live eingespielten Instrumente miteinander. Abschließend schrieb Austel, dass Songs of the Ungrateful Living wenige, dafür aber „sehr feine“ Rap-Parts enthielte.
Andreas Schiffmann von Musikreviews.de schrieb in seiner Review, dass Everlast Texte schreibe, wie es für jemanden mit „seinem Hintergrund“ gehöre. Er lobte die Lieder My House und den, wie er schreibt, „Mitsinger“ Long Time, darüber hinaus noch die Stücke The Crown und Moneymaker. Seine Lyrics seien „willkürlich intelligent“. Abschließend bezeichnete Schiffmann Songs of the Ungrateful Living als Everlasts „bislang beste Scheibe“ und begründete dies mit Everlasts reichhaltigen Texten und der musikalischen Abwechslung, die zudem eingängig sei.